# كارل غاردنر
كارل غاردنر (بالإنجليزية: Carl Gardner)‏ هو مغني أمريكي، ولد في 29 أبريل 1928 في تايلر في الولايات المتحدة، وتوفي في 12 يونيو 2011 في بورت سانت لوسي في الولايات المتحدة.

## وصلات خارجية
- كارل غاردنر على موقع IMDb (الإنجليزية)
- كارل غاردنر على موقع ميوزك برينز (الإنجليزية)
- كارل غاردنر على موقع ديسكوغز (الإنجليزية)